# Mouvement de rénovation et d'action travailliste
Le Movimiento Renovación Acción Laboral (Mouvement de rénovation et d'action travailliste) est un parti politique colombien.